# Liechtenstein op de Olympische Winterspelen 2010

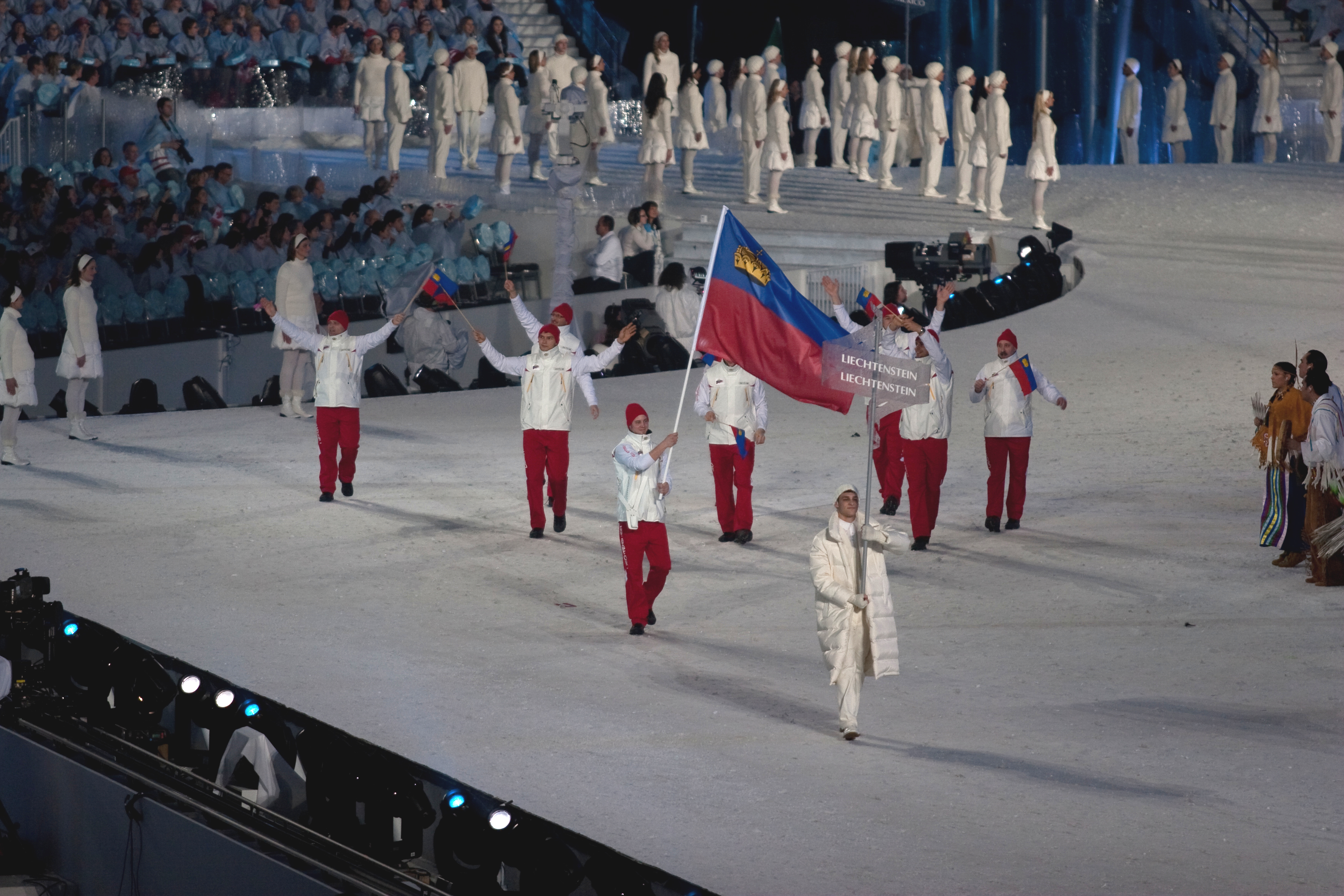
Het team van Liechtenstein bij de opening

Tijdens de Olympische Winterspelen van 2010, die in Vancouver (Canada) werden gehouden, nam Liechtenstein voor de zeventiende keer deel aan de Winterspelen.

## Deelnemers en resultaten
(m) = mannen, (v) = vrouwen 

### Alpineskiën
| Olympiër     | Discipline   | Resultaat | Prestatie                     |
| ------------ | ------------ | --------- | ----------------------------- |
| Marco Büchel | afdaling (m) | 8e        | 1.54,84 (+0,53)               |
| Marco Büchel | super g (m)  | DNF       | opgave                        |
|              |              |           |                               |
| Marina Nigg  | slalom (v)   | 22e       | 1.46,83 (+3,94) — 53,78+53,05 |

De ook aangemelde Tina Weirather kwam niet in actie vanwege een blessure.

### Bobsleeën
| Olympiër                                                   | Discipline                      | Resultaat | Prestatie                        |
| ---------------------------------------------------------- | ------------------------------- | --------- | -------------------------------- |
| Michael Klingler Thomas Dürr                               | tweemansbob (m) Liechtenstein I | dns-2     | niet gestart run 2 (56,18 / dns) |
| Michael Klingler Thomas Dürr Jürgen Berginz Richard Wunder | viermansbob (m) Liechtenstein I | dns       | niet gestart                     |

Albanië · Algerije · Andorra · Argentinië · Armenië · Australië · Azerbeidzjan · België · Bermuda · Bosnië en Herzegovina · Brazilië · Bulgarije · Canada · Chili · China · Chinees Taipei · Colombia · Cyprus · Denemarken · Duitsland · Estland · Ethiopië · Finland · Frankrijk · Georgië · Ghana · Griekenland · Groot-Brittannië · Hongarije · Hongkong · Ierland · IJsland · India · Iran · Israël · Italië · Jamaica · Japan · Kaaimaneilanden · Kazachstan · Kirgizië · Kroatië · Letland · Libanon · Liechtenstein · Litouwen · Macedonië · Marokko · Mexico · Moldavië · Monaco · Mongolië · Montenegro · Nederland · Nepal · Nieuw-Zeeland · Noord-Korea · Noorwegen · Oekraïne · Oezbekistan · Oostenrijk · Pakistan · Peru · Polen · Portugal · Roemenië · Rusland · San Marino · Senegal · Servië · Slovenië · Slowakije · Spanje · Tadzjikistan · Tsjechië · Turkije · Verenigde Staten · Wit-Rusland · Zuid-Afrika · Zuid-Korea · Zweden · Zwitserland